# Декиш
Деки́ш (словац. Dekýš) — село в окрузі Банська Штявниця Банськобистрицького краю Словаччини. Станом на січень 2017 року в селі проживало 202 людей.

## Населення
| Рік:            | 1994. | 2004.   | 2014.    | 2024.   |
| --------------- | ----- | ------- | -------- | ------- |
| Кількість осіб: | 261   | 240     | 202      | 186     |
| Різниця:        |       | -8,04 % | -15,83 % | -7,92 % |

| Рік:            | 2023. | 2024. |
| --------------- | ----- | ----- |
| Кількість осіб: | 186   | 186   |
| Різниця:        |       | +0 %  |